# James Charles Heard
James Charles Heard, plus connu comme J. C. Heard (né à Dayton, Ohio, le 10 août 1917 et mort à Royal Oak, Michigan, le 28 septembre 1988) est un batteur américain de jazz (swing, bebop, blues).
Ce batteur présent et polyvalent commence sa carrière professionnelle avec Teddy Wilson en 1939 et la poursuit jusqu'aux années 1980, jouant notamment avec Lena Horne, Coleman Hawkins, Dexter Gordon, Benny Carter, Cab Calloway, Erroll Garner, Jazz at the Philharmonic, Pete Johnson, Charlie Parker, Charles Thompson, Dizzy Gillespie, Lester Young, Oscar Peterson, John Wright ou encore Roy Eldridge. Il crée aussi ses propres groupes.

## Discographie sélective

### En tant que sideman
Avec John Wright
- Nice 'n' Tasty (Prestige, 1960)

Avec Guy Lafitte
- Corps et Âme (Black and Blue Records, 1978)